# Џеј-Џеј Редик
Џонатан Клеј "Џеј Џеј" Редик (енгл. Jonathan Clay "JJ" Redick; Куквил, Тенеси, 24. јун 1984) бивши је амерички кошаркаш. Играо је на позицији бека, тренутно ради као тренер Лос Анђелес лејкерса. 

## Каријера
Орландо меџик га је изабрао са  11. места на НБА драфту 2006. године. Пре доласка у НБА лигу четири године је наступао за екипу Дјук блу девилса у НЦАА шампионату где се са процентом шута од 40% испрофилисао као један од најбољих шутера у колеџ кошарци.
Током своје каријере постављао је рекорде за највише поена и највећим индексом корисности на АЦЦ турнирима у каријери. Редик је, тренутно, водећи стрелац у историји Дјука. Њему у част руководство универзитета одлучило је да Редиков дрес са бројем четири повуче из употребе.
У првих седам сезона у екипи Орланда, Редик је редовно, са екипом долазио до плеј офа Источне конференције, а 2009. године Орландо је играо и финале НБА лиге у коме је поражен од Лос Анђелес лејкерса. Након кратке епизоде 2013. године у Милвоки баксима „Џеј Џеј” се сели у Западну конференцију, тачније у екипу Лос Анђелес клиперса. У јулу 2017. године потписао је једногодишњи уговор са Филаделфија 76ерсима, а следеће године је продужио уговор са њима.
У јулу 2019. Редик је потписао двогодишњи уговор са екипом Њу Орлеанса која је кренула са рекунструкцијом тима након преласка Ентонија Дејвиса у Лос Анђелес. У марту 2021. је трејдован у Далас мавериксе. Екипа Даласа му је била и последња у каријери пошто је у септембру 2021. објавио да завршава играчку каријеру.
Поред своје кошаркашке каријере, Редик је подкастер, а домаћин је кошаркашког и забавног подкаста „The ringer”.